# 萌え要素
萌え要素（もえようそ）とは、キャラクター・作品などの萌えの対象を構成する要素・記号。東浩紀の著作『動物化するポストモダン オタクから見た日本社会』において提唱された概念。
東の定義した「萌え要素」は、「萌え属性」とは似て非なる概念であり、まったく異なる意味を持つ。萌え属性はキャラクターや作品に属する特徴・性質であり、キャラクターや作品に属している状態で、その有無・強弱を説明する文脈に用いられるのに対し、萌え要素はキャラクターや作品を構成する要素・記号であり、キャラクターや作品が、その組み合わせにより構成され、意味づけられていることを説明する文脈で用いられ、個々のキャラクター・作品から離れて新たなキャラクター・作品を再構成することを説明する場合にも用いられる（データベース消費を参照）。
なお、俗語、インターネットスラングとして「萌え要素」という言葉が用いられる場合は、「萌え属性」の同義語とされていることが多い。